# چنسلور (داکوتای جنوبی)
چنسلور(به انگلیسی: Chancellor) شهری در ایالت داکوتای جنوبی کشور ایالات متحده آمریکا است که جمعیت آن در سرشماری سال ۲۰۱۰ میلادی، ۲۶۴ نفر بوده‌است.